# Torneo de Quebec 2017
La Coupe Banque Nationale 2017 fue un torneo de tenis jugado en pistas indoor de moqueta. Fue la 25.ª edición del Bell Challenge, y formó parte de los torneos internacionales WTA. Se llevó a cabo en Quebec (Canadá) del 11 al 17 de septiembre de 2017.

## Cabezas de serie

### Individuales femenino
| Tenista             | Ranking | Preclasificada |
| Lucie Šafářová      | 37      | 1              |
| Océane Dodin        | 48      | 2              |
| Tímea Babos         | 59      | 3              |
| Tatjana Maria       | 61      | 4              |
| Varvara Lepchenko   | 64      | 5              |
| Jennifer Brady      | 91      | 6              |
| Alison Van Uytvanck | 97      | 7              |
| Viktorija Golubic   | 104     | 8              |

- Ranking del 28 de agosto de 2017[2]

### Dobles femenino
| Tenista                           | Ranking | Preclasificada |
| Tímea Babos Andrea Hlaváčková     | 25      | 1              |
| Lucie Hradecká Barbora Krejčíková | 66      | 2              |
| Xenia Knoll Alla Kudryavtseva     | 138     | 3              |
| Naomi Broady Asia Muhammad        | 140     | 4              |

## Campeonas

### Individual femenino
Alison Van Uytvanck venció a  Tímea Babos por 5-7, 6-4, 6-1

### Dobles femenino
Tímea Babos /  Andrea Hlaváčková vencieron a   Bianca Andreescu /  Carson Branstine por 6-3, 6-1